# Allenatori dell'ACF Fiorentina

La Fiorentina vincitrice del primo scudetto, guidata da Fulvio Bernardini, sulla destra.

L'ACF Fiorentina ha avuto, nel corso della sua storia, 56 allenatori. Il primo di essi fu l'ungherese Károly Csapkay; molti infatti sono stati gli allenatori stranieri dei Viola. Tra le nazionalità dei tecnici prevale comunque quella italiana con 34 rappresentanti, seguita dall'ungherese (9), dall'argentina e dalla svedese (2). Chiudono questa particolare graduatoria la nazionalità austriaca, brasiliana, turca, serba e portoghese, tutte con un rappresentante.

## Storia
Il tecnico rimasto in carica più a lungo è Fulvio Bernardini, che sedette sulla panchina della Fiorentina per sei anni, dalla stagione 1952-53 alla Serie A 1957-58, vincendo la Coppa Grasshoppers 1957 e un campionato nel 1955-56. L'altro allenatore che vinse uno scudetto con i Viola fu Bruno Pesaola, italo-argentino che conquistò il titolo nel 1968-'69.
Il primo allenatore a vincere un campionato italiano di calcio nella serie B 1930-1931 fu Gyula Feldmann, il secondo tecnico fu Rudolf Soutschek nella serie B 1938-1939 e l'ultimo sempre in serie B 1993-1994 Claudio Ranieri.
Giuseppe Galluzzi fu il primo a vincere un trofeo sulla panchina viola, conquistando la Coppa Italia 1939-40 (vinse pure un Campionato toscano di guerra nel 1945). Sulla panchina gigliata, nella stagione 1960-61, nella quale furono vinte sia la Coppa delle Coppe, sia la coppa nazionale, vi era l'ungherese Nándor Hidegkuti con Giuseppe Chiappella (dal 25 gennaio 1961).
Chiappella nel 1965-66, conquista la Coppa Mitropa e la terza Coppa Italia. Riuscì con i Gigliati a conseguire il primo double continentale nel 1960-1961 (con Hidegkuti) e il secondo double di rango minore nel 1965-1966.
Nereo Rocco, che lasciò la fiorentina a maggio 1975, prima della fase finale della (Coppa Italia 1974-75), quindi la squadra toscana viene guidata da Mario Mazzoni, gli altri tecnici che vinsero un trofeo sulla panchina gigliata: Carletto Mazzone che vinse la Coppa di Lega Italo-Inglese 1975, Claudio Ranieri (Coppa Italia 1995-96 e Supercoppa italiana 1996) e Roberto Mancini, subentrato a Fatih Terim (Coppa Italia 2000-01).
Alberto Cavasin da allenatore (Florentia Viola poi Fiorentina) vinse il campionato italiano di Serie C2 nel 2002-2003.
Il tecnico che raggiunge Fulvio Bernardini in teste alla classifica degli allenatori più vincenti della storia della Fiorentina, a quota 99 successi è stato Cesare Prandelli sulla panchina viola dal 2005 al 2010. A seguito della stagione positiva 2005-2006 riceve il premio Panchina d'oro, questo premio gli sarà assegnato di nuovo il 4 febbraio 2008 per la stagione 2006-2007. Prandelli sempre alla guida della Fiorentina riceve altri premi come Migliore allenatore AIC e Premio Internazionale Giacinto Facchetti.
Vincenzo Montella, allenatore del club dall'11 giugno 2012 al giugno 2015, dopo aver preso il posto di Delio Rossi, tecnico viola dal novembre 2011, e Vincenzo Guerini. Vincitore nel 2013 del Premio Nazionale Enzo Bearzot.
L'allenatore portoghese Paulo Sousa guida la Fiorentina per due stagioni, dal 21 giugno 2015 al 6 giugno 2017 raccogliendo un 5º e un 8º posto. Ha cominciato il suo primo campionato con sei vittorie nelle prime sette giornate, un record mai raggiunto nella storia dei viola.
Dal 6 giugno 2017 al 10 aprile 2019 l'allenatore della prima squadra è stato Stefano Pioli. In seguito alle sue dimissioni è stato sostituito da Vincenzo Montella, di ritorno a Firenze dopo quattro anni.

### Le finali perse
Sono dodici le finali perse della Fiorentina tra coppe nazionali e coppe internazionali.

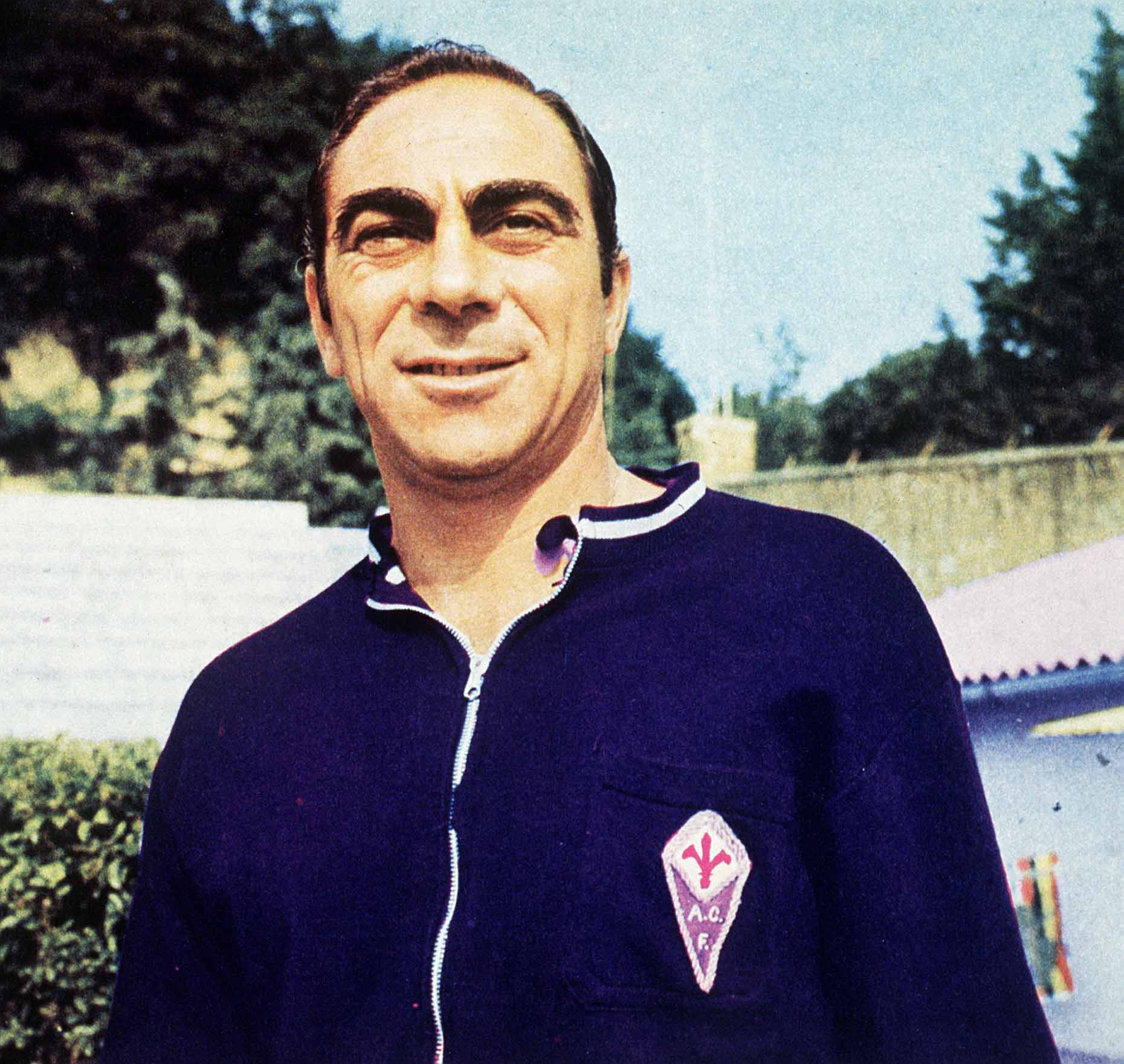
Pesaola perse la finale di Coppa delle Alpi contro gli svizzeri del Basilea.

Con Fulvio Bernardini la squadra Gigliata divento la prima società italiana a disputare la finale di Coppa dei Campioni: l'incontro vide una sconfitta per 2-0 contro il Real Madrid, campione continentale in carica, con le due reti segnate al 69º e al 76º minuto di gioco.
Con Luigi Ferrero perse la finale di Coppa Italia nel 1958.
In Coppa Italia 1959-1960 di nuovo la Fiorentina arriva in finale, e ritrova sulla sua strada la Juventus: la squadra di Torino vince dopo i supplementari per 3-2, diventando un incubo per i viola l'allenatore Luis Carniglia.

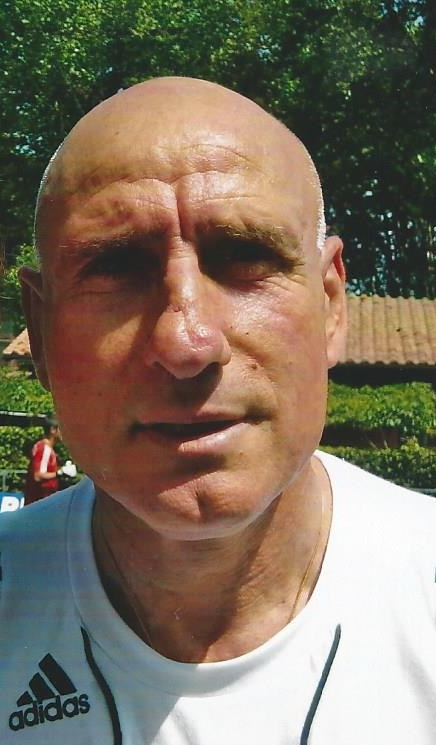
Graziani perse una finale di Coppa UEFA contro la Juventus.

Ad allenare la squadra nel 1961-1962 Nándor Hidegkuti, la Fiorentina arriva anche in questa stagione al preludio della Coppa delle Coppe, uscendo sconfitta per 3-0 nella ripetizione della finale giocata a settembre a Stoccarda contro l'Atletico di Madrid, dopo aver pareggiato il primo incontro per 1-1.
Nel 1964-1965 in Europa la Fiorentina arriva in finale della Coppa Mitropa 1965 (Coppa dell'Europa Centrale) persa contro gli ungheresi del Vasas, il tecnico dei gigliati era Giuseppe Chiappella.
Bruno Pesaola nel 1969-1970, in Europa perse la finale di Coppa delle Alpi contro gli svizzeri del Basilea.
Con Nils Liedholm la viola 1971-1972, perse in Europa la seconda finale di Coppa Mitropa, contro il Čelik Zenica. L'anno dopo la finale di Coppa Anglo-Italiana 1973 contro gli inglesi del Newcastle.
Francesco Graziani da tecnico della Fiorentina, il 2 maggio 1990, fa entrare il club nella storia delle competizioni europee, partecipando a tutte e tre le finali dei tornei istituiti dalla UEFA: Coppa Campioni (il 31 maggio 1957 persa contro il Real Madrid), Coppa delle Coppe (il 17 e il 27 maggio 1961 vinta contro i Rangers di Glasgow e il 5 settembre 1962 persa contro l'Atletico Madrid) e Coppa UEFA (il 2 e il 16 maggio 1990 persa contro la Juventus).
Giovanni Trapattoni nella stagione 1998-1999 porto i viola fino alla finale di Coppa Italia, dove furono sconfitti dal Parma dopo che le finali di andata e ritorno si erano concluse con due pareggi.
Nella stagione 2001-2002 la Fiorentina perse la Supercoppa italiana venendo battuta per 3-0 dalla Roma, l'allenatore era Roberto Mancini.
Il 3 maggio 2014 con Vincenzo Montella come tecnico, la Fiorentina perde la finale di Coppa Italia contro il Napoli per 3-1 in una partita contraddistinta da gravi fatti fuori dallo stadio con il ferimento di tre tifosi napoletani e con un ritardo di 45 minuti dell'inizio della partita a causa del lancio di fumogeni e petardi da parte dei tifosi napoletani.
Nel 2023 la Fiorentina perde ben due finali a distanza di appena 2 settimane: il 24 maggio contro l'Inter la finale di Coppa Italia. Il 7 giugno successivo la finale della seconda edizione della Conference League UEFA Europa Conference League 2022-2023 contro il West Ham United. Con quest'ultima finale la Fiorentina si aggiudica comunque un doppio record: quello di prima squadra ad aver giocato una finale in tutte le 4 competizioni istituite dalla UEFA e, allo stesso tempo, la prima ad aver perso tutte e quattro le finali.

## Lista degli allenatori
- 1926–1928  Károly Csapkay
- 1928–1930  Károly Csapkay e  Gyula Feldmann
- 1930–1931  Gyula Feldmann
- 1931–1932  Hermann Felsner
- 1932–1933  Hermann Felsner (1ª-22ª)
 Wilhelm Rady (23ª-34ª)
- 1933–1934  Wilhelm Rady (1ª-7ª)
 József Ging (8ª-34ª)
- 1934–1937  Guido Ara
- 1937–1938  Ottavio Baccani (1ª-19ª)
 Ferenc Molnár (20ª-30ª)
- 1938–1939  Rudolf Soutschek
- 1939–1940  Rudolf Soutschek (1ª-16ª)
 Giuseppe Galluzzi (17ª-30ª)
- 1940–1943 -  Giuseppe Galluzzi
- 1943–1944 Sospensione attività sportive per cause belliche
- 1944–1946  Giuseppe Galluzzi
- 1946–1947  Guido Ara (1ª-16ª)
 Renzo Magli (17ª-18ª)
 Imre Senkey (19ª-38ª)
- 1947–1951  Luigi Ferrero
- 1951–1952  Luigi Ferrero (1ª-9ª)
 Renzo Magli (10ª-38ª)
- 1952–1953  Renzo Magli (1ª-17ª)
 Fulvio Bernardini (18ª-34ª)
- 1953–1958  Fulvio Bernardini
- 1958–1959  Luigi Ferrero
con  Lajos Czeizler (D.T.) (1ª-29ª)
- 1959–1960  Luis Carniglia
- 1960–1961  Lajos Czeizler (1ª-5ª)
 Nándor Hidegkuti (6ª-34ª)   
con  Giuseppe Chiappella (17ª-34ª)
- 1961–1962  Nándor Hidegkuti
- 1962–1963  Ferruccio Valcareggi
- 1963–1964  Ferruccio Valcareggi (1ª-7ª)
 Giuseppe Chiappella (8ª-34ª)
- 1964–1967  Giuseppe Chiappella
- 1967–1968  Giuseppe Chiappella (1ª-11ª)
 Luigi Ferrero (D.T.) (12ª-30ª)
con  Andrea Bassi (12ª-30ª)
- 1968–1970   Bruno Pesaola
- 1970–1971   Bruno Pesaola (1ª-15ª)
 Oronzo Pugliese (16ª-30ª)
 Mario Mazzoni (3ª-6ª)[13]
- 1970–1973  Nils Liedholm
- 1973–1974  Luigi Radice
- 1974–1975  Nereo Rocco
 Mario Mazzoni (1ª-Finale)[14]
- 1975–1977  Carlo Mazzone
- 1977–1978  Carlo Mazzone (1ª-11ª)
 Mario Mazzoni (12ª-16ª)
 Giuseppe Chiappella (17ª-30ª)
- 1978–1980  Paolo Carosi
- 1980–1981  Paolo Carosi (1ª-14ª)
 Giancarlo De Sisti (15ª-30ª)
- 1981–1984  Giancarlo De Sisti
- 1984–1985  Giancarlo De Sisti (1ª-11ª)
 Ferruccio Valcareggi (12ª-30ª)
- 1985–1986  Aldo Agroppi
- 1986–1987  Eugenio Bersellini
- 1987–1989  Sven-Göran Eriksson (D.T.)
con  Sergio Santarini
- 1989–1990  Bruno Giorgi (1ª-30ª)
 Francesco Graziani (31ª-34ª)
- 1990–1991  Sebastião Lazaroni
- 1991–1992  Sebastião Lazaroni (1ª-6ª)
 Luigi Radice (7ª-34ª)
- 1992–1993  Luigi Radice (1ª-14ª)
 Aldo Agroppi (15ª-29ª)
 Luciano Chiarugi (ad interim, 30ª-34ª)
e  Giancarlo Antognoni (ad interim, 30ª-34ª)
- 1993–1997  Claudio Ranieri
- 1997–1998  Alberto Malesani
- 1998–2000  Giovanni Trapattoni
- 2000–2001  Fatih Terim (1ª-20ª)
 Luciano Chiarugi (ad interim, 21ª)
 Roberto Mancini (22ª-34ª)
- 2001–2002  Roberto Mancini (1ª-18ª)
 Ottavio Bianchi (19ª-29ª)
 Luciano Chiarugi (ad interim, 30ª-34ª)
- 2002–2003  Eugenio Fascetti (giu.)
 Pietro Vierchowod (1ª-9ª)
 Alberto Cavasin (10ª-34ª)
- 2003–2004  Alberto Cavasin (1ª-26ª)
 Emiliano Mondonico (27ª-46ª)
- 2004–2005  Emiliano Mondonico (1ª-7ª)
 Sergio Buso (8ª-20ª)
 Dino Zoff (21ª-38ª)
- 2005–2010  Cesare Prandelli
- 2010–2011  Siniša Mihajlović
- 2011–2012  Siniša Mihajlović (1ª-11ª)
 Delio Rossi (12ª-36ª)
 Vincenzo Guerini (ad interim, 37ª-38ª)
- 2012–2015  Vincenzo Montella
- 2015–2017  Paulo Sousa
- 2017–2018  Stefano Pioli
- 2018–2019  Stefano Pioli (1ª-31ª)
 Vincenzo Montella (32ª-38ª)
- 2019–2020  Vincenzo Montella (1ª-17ª)
 Giuseppe Iachini (18ª-38ª)
- 2020–2021  Giuseppe Iachini (1ª-7ª)
 Cesare Prandelli (8ª-28ª)
 Giuseppe Iachini (29ª-38ª)
- 2021–2024  Vincenzo Italiano
- 2024–2025  Raffaele Palladino
- 2025–  Stefano Pioli

## Statistiche
I dati, aggiornati al 2 febbraio 2025, includono tutte le partite ufficiali. Da completare
| Nome               | Nazionalità | Stagioni | Periodo/i            | Giorni | G   | Pap  |
| ------------------ | ----------- | -------- | -------------------- | ------ | --- | ---- |
| Károly Csapkay     | Ungheria    | 4        | 1926-1930            | 1460   | 30  | 0,57 |
| Gyula Feldmann     | Ungheria    | 1        | 1930-1931            | 364    | 0   |      |
| Hermann Felsner    | Austria     | 2        | 1931-1933            | 740    | 68  | 1,62 |
| Wilhelm Rady       | Ungheria    | 1        | 1933                 | 134    | 9   | 1,33 |
| József Ging        | Ungheria    | 1        | 1933-1934            | 223    | 24  | 1,38 |
| Guido Ara          | Italia      | 3        | 1934-1937            | 1095   | 99  | 1,49 |
| Ottavio Baccani    | Italia      | 1        | 1937-1938            | 220    | 21  | 0,62 |
| Ferenc Molnár      | Ungheria    | 1        | 1938                 | 137    | 11  | 0,55 |
| Rudolf Soutschek   | Germania    | 2        | 1938-1940            | 570    | 21  | 1,29 |
| Giuseppe Galluzzi  | Italia      | 4        | 1940-1945            | 1986   | 114 | 1,42 |
| Giuseppe Bigogno   | Italia      | 1        | 1945-1946            | 364    | 20  | 1,65 |
| Guido Ara          | Italia      | 1        | 1946-1947            | 196    | 16  | 1,25 |
| Renzo Magli        | Italia      | 1        | 1947                 | 7      | 2   | 0,00 |
| Imre Senkey        | Ungheria    | 1        | 1947                 | 148    | 19  | 1,11 |
| Luigi Ferrero      | Italia      | 5        | 1947-1951, 1958-1959 | 1952   | 180 | 1,54 |
| Fulvio Bernardini  | Italia      | 5        | 1953-1958            | 1965   | 195 | 1,77 |
| Raffaele Palladino | Italia      | 1        | 2024-2025            | 376    | 31  | 1,81 |

## Allenatori plurivincitori
Di seguito viene proposta la classifica degli allenatori che hanno conquistato una competizione "maggiore" alla guida della Fiorentina. Per competizione "maggiore" si intendono i titoli assoluti ufficiali della FIGC (Campionato italiano, Coppa Italia e Supercoppa italiana), dell'UEFA e della FIFA. Sono, pertanto, esclusi dalla classifica gli allenatori che hanno conquistato con la Fiorentina campionati di livello inferiore alla Serie A o trofei, anche ufficiali come la Coppa di Lega Italo-Inglese, di prestigio minore.
| Allenatore          | NT | Lista trofei                                                                |
| Giuseppe Chiappella | 3  | Coppa Italia 1960-1961, Coppa delle Coppe 1960-1961, Coppa Italia 1965-1966 |
| Nándor Hidegkuti    | 2  | Coppa Italia 1960-1961, Coppa delle Coppe 1960-1961                         |
| Claudio Ranieri     | 2  | Coppa Italia 1995-1996, Supercoppa italiana 1996                            |
| Fulvio Bernardini   | 1  | Campionato italiano 1955-1956                                               |
| Bruno Pesaola       | 1  | Campionato italiano 1968-1969                                               |
| Giuseppe Galluzzi   | 1  | Coppa Italia 1939-1940                                                      |
| Mario Mazzoni       | 1  | Coppa Italia 1974-1975                                                      |
| Roberto Mancini     | 1  | Coppa Italia 2000-2001                                                      |

 Dati aggiornati al 18 ottobre 2020. 

## Allenatori premiati

### Premi stagionali
Sono qui riportati i nominativi degli allenatori militanti nella Fiorentina destinatari di riconoscimenti conferiti dagli organismi calcistici nazionali e internazionali per essersi distinti nel corso della stagione agonistica.
| Allenatore          | NT | Lista premi                                    |
| Cesare Prandelli    | 3  | Panchina d'oro (2006 e 2007), Premio Facchetti |
| Fulvio Bernardini   | 1  | Seminatore d'oro (1956)                        |
| Giuseppe Chiappella | 1  | Seminatore d'oro (1966)                        |
| Bruno Pesaola       | 1  | Seminatore d'oro (1970)                        |
| Vincenzo Montella   | 1  | Premio Nazionale Enzo Bearzot (2013)           |

 Dati aggiornati al 18 ottobre 2020. 

### Premi alla carriera
Vengono invece riportati in questa sezione gli allenatori della Fiorentina che hanno ricevuto un riconoscimento alla carriera per la guida tecnica della squadra viola, in questo caso essendo stati inseriti nella Hall of Fame Viola, o più in generale alla guida tecnica anche di altre società, con l'inserimento nella Hall of Fame del calcio italiano.
| Allenatore           | Hall of Fame                                                        |
| Fulvio Bernardini    | Hall of Fame del calcio italiano (2011) e Hall of Fame Viola (2012) |
| Károly Csapkay       | Hall of Fame Viola (2015)                                           |
| Giancarlo De Sisti   | Hall of Fame Viola (2013)                                           |
| Francesco Graziani   | Hall of Fame Viola (2019)                                           |
| Roberto Mancini      | Hall of Fame del calcio italiano (2015)                             |
| Mario Mazzoni        | Hall of Fame Viola (2014)                                           |
| Emiliano Mondonico   | Hall of Fame Viola (2019)                                           |
| Bruno Pesaola        | Hall of Fame Viola (2013)                                           |
| Claudio Ranieri      | Hall of Fame del calcio italiano (2016) e Hall of Fame Viola (2018) |
| Nereo Rocco          | Hall of Fame del calcio italiano (2012)                             |
| Ferruccio Valcareggi | Hall of Fame del calcio italiano (2011) e Hall of Fame Viola (2013) |

 Dati aggiornati al 18 ottobre 2020.